# Lucio D'Ambra
Lucio D'Ambra, né Renato Tommaso Anacleto Manganella à Rome le 1er septembre 1879 et mort dans la même ville le 31 décembre 1939, est un scénariste, réalisateur et producteur de cinéma italien.
S'il est surtout connu pour son activité au cinéma, il a également été journaliste, critique littéraire et théâtral, dramaturge, directeur artistique de compagnies de théâtre et auteur de romans.

## Biographie
Lucio D'Ambra commence sa carrière au temps du cinéma muet. Il a côtoyé le cinéma futuriste.
Il fonde en 1919, en collaboration avec l'entrepreneur piémontais Alfredo Fasola, sa propre maison de production « D'Ambra-Film », pour laquelle le réalisateur Ivo Illuminati a travaillé.
En 1923, il fonde avec Mario Fumagalli et Santi Severino au Teatro Eliseo de Rome la compagnie « Teatro degli Italiani », subventionnée par le régime fasciste pour mettre en valeur le théâtre en Italie, et qui eut peu de succès. Pendant les années 1920, il soutient avec passion la politique nataliste du régime. Il est membre de l'Académie d'Italie d'inspiration fasciste. Lorsque la Pologne est envahie par l'Allemagne nazie, il souhaite quand même que « Dieu épargne à la folle Europe la fin du monde ! ».
Un de ses romans, I due modi di avere vent'anni, publié chez Arnoldo Mondadori Editore en 1934, bénéficie du secrétariat de l'écrivain et poète Tullio Colsalvatico (it). Lucio D'Ambra est aussi en rapport avec le philosophe et critique Adriano Tilgher, avec lequel il eut de longues discussions. Il anime un salon littéraire qui lui permet de faire la connaissance de l'écrivain Arturo Olivieri Sangiacomo (it), du dramaturge Tito Marrone (it) et du fondateur du Prix Bagutta Marino Parenti (it).
Ses romans sont regroupés par séries en sept trilogies. Il a produit environ quarante pièces. Il a aussi écrit des biographies romancées concernant le monde du théâtre.
Il meurt peu après le début de la Seconde Guerre mondiale.

## Filmographie partielle

### Comme scénariste
- 1913 : Le Baiser de Cyrano (Il bacio di Cirano) de Carmine Gallone
- 1916 : Mademoiselle Cyclone (La signorina Ciclone) d'Augusto Genina
- 1917 : Échec au roi (Il re, le Torri e gli Alfieri) d'Ivo Illuminati
- 1917 : Histoire des Treize de Carmine Gallone
- 1920 : Amleto e il suo clown (it) de Carmine Gallone
- 1925 : Occupati d'Amelia (it) de Telemaco Ruggeri
- 1938 : Giuseppe Verdi de Carmine Gallone
- 1941 : Primo amore (it) de Carmine Gallone

### Comme réalisateur
- 1919 : La Valse bleue

## Crédit d'auteurs
- (it) Cet article est partiellement ou en totalité issu de l’article de Wikipédia en italien intitulé « Lucio D'Ambra » (voir la liste des auteurs).